# 徳田敦子
徳田 敦子（とくだ あつこ、1955年〈昭和30年〉9月15日 - ）は、日本のバドミントン選手。本名：津谷 敦子。

## 経歴
大阪府出身。四條畷学園中学校・高等学校卒業、四條畷学園短期大学卒業。卒業後はサントリーに入社し、全日本総合バドミントン選手権大会で1978年に女子シングルス優勝、女子ダブルスで1977年と1978年に高田幹子と、米倉よし子と1979年から1984年、1986年、1987年に合計10度優勝。1981年には東宮御所に招待され、当時の皇太子明仁夫妻と歓談している。
1992年8月25日、桜田淳子、山﨑浩子らとともに韓国のソウルオリンピックスタジアムで行われた統一教会の合同結婚式に参加した。
1994年5月、統一教会入信と、合同結婚式前後の胸のうちを明かした著書『やっぱりこの人が一番』を統一教会系出版社の光言社から発刊した。結婚後は夫の津谷姓に改姓したことを著書などで公表している。